# 京都府道107号雲ヶ畑下杉坂線
京都府道107号雲ヶ畑下杉坂線（きょうとふどう107ごう くもがはたしもすぎさかせん）は、京都府京都市北区を通る一般府道である。

## 概要
京都市北区雲ケ畑中畑町から京都市北区杉阪北尾に至る。
京都市北区の雲ケ畑地区から持越峠を越え、真弓川に沿って杉阪地区に至る路線。
持越峠西端は三差路になっており、北へ向かうと真弓の集落に至る。かつて、坂上田村麻呂がこの道を通って真弓集落に入り、弓をつくったと言い伝えられる。しかし、この道がいつ誕生したかは、定かではない。歴史的に、この道が真弓・杉阪の両集落を結びつけていたという。
車両通行帯がなく幅員の狭い道路と、改良されて片側1車線になった道路の区間がそれぞれ混在している。概ね、杉阪地域（南側）に未改良区間が残る。持越峠および杉阪地区周辺を除き、急なカーブは少ない。特段の名所等はなく、建築物も下杉阪配水池および、途中に通過する足ヶ谷橋（あしかたにはし）、そして杉阪地区内の民家を除き存在しない。真弓川に沿って、ほぼ全線を通じて杉木立が続く。
路線名である雲ヶ畑および下杉坂はいずれも表記揺れがあり、地名はそれぞれ雲ケ畑および下杉阪と表記される。

### 路線データ
- 起点：京都市北区雲ケ畑中畑町[注釈 2][2]（京都府道61号京都京北線上[3]）
- 終点：京都市北区杉阪北尾[注釈 3][2]（国道162号交点、京都府道31号西陣杉坂線終点[4]）
- 重要な経過地：なし[2]

## 歴史
本路線は、道路法（昭和27年法律第180号）第7条の規定に基づいた京都府の一般府道として1959年（昭和34年）に京都府が初めて認定した282路線のうちの1つである。

### 年表
- 1959年（昭和34年）12月18日 - 京都府が雲ヶ畑下杉坂線（京都市北区雲ヶ畑中畑町 - 北区下杉坂南谷）として府道路線認定。整理番号は一般地方道11号[注釈 4][5]。
- 1982年（昭和57年）4月1日 - 建設省が府道杉坂西陣線、府道雲ケ畑下杉坂線の一部を西陣杉坂線として主要地方道に指定[6]。
- 1983年（昭和58年）2月1日 - 京都府が府道路線を認定した告示の一部を改正したことにより、主要地方道としての西陣杉坂線が発効し[7]、建設省の指定内容により終点側に京都府道31号西陣杉坂線との重用区間が生ずる[6]。
- 1994年（平成6年）4月1日 - 京都府が路線番号を再編（路線認定の一部改正）し、整理番号を一般地方道107号に変更[2]。

## 路線状況
起点の京都市北区雲ケ畑中畑町から持越峠を越えて同区真弓八幡町に至る区間おいて、車道とは他に沢伝いに峠を越える経路も京都府道として存在する。

### 重複区間
- 京都府道61号京都京北線（京都市北区雲ケ畑中畑町（起点） - 京都市北区雲ケ畑出谷町）
- 京都府道31号西陣杉坂線（京都市北区杉阪都町 - 京都市北区杉阪北尾（終点））

### 路線状況

#### 橋梁
- 将越橋（祖父谷川、京都市北区）

## 地理

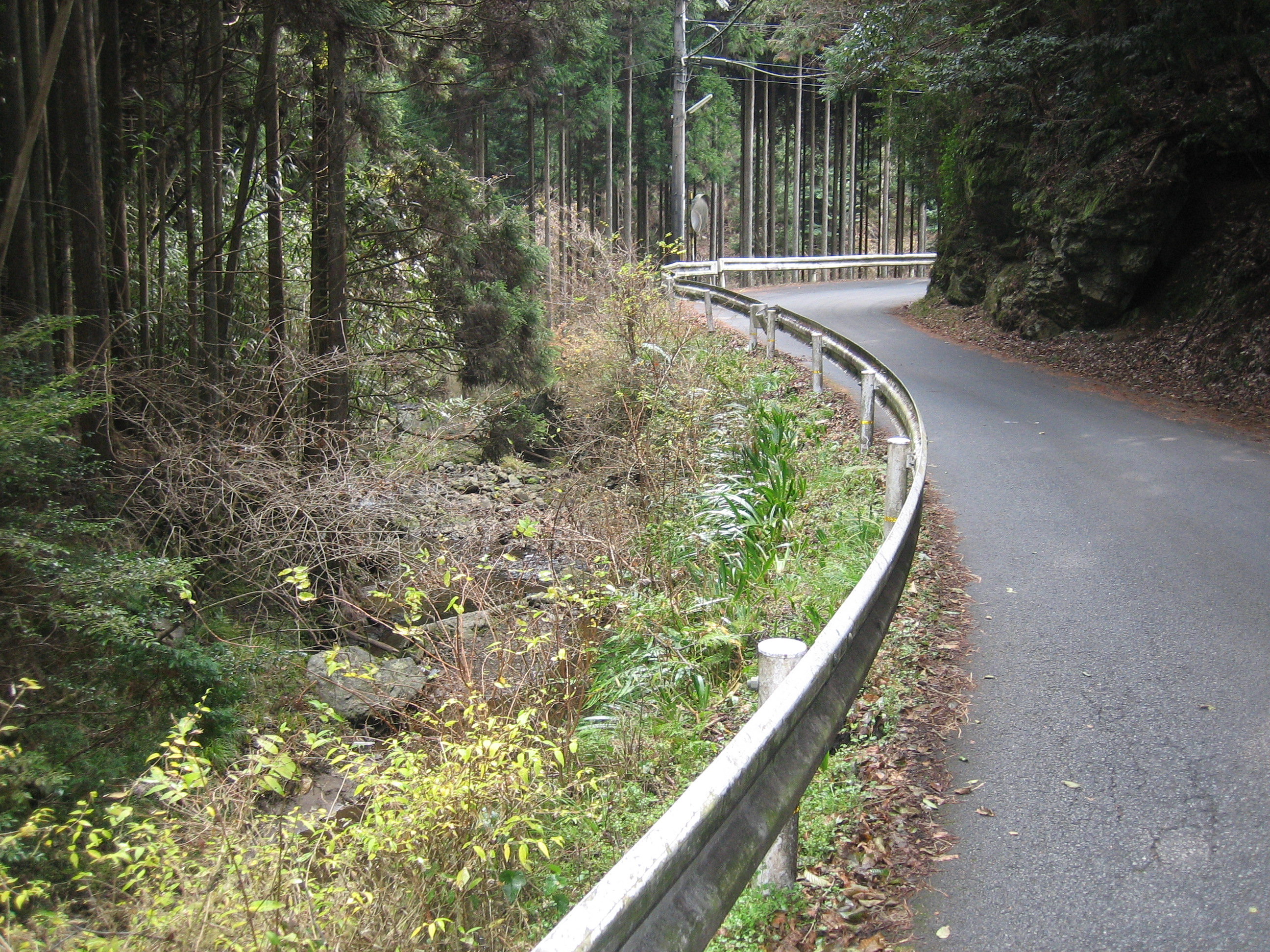
京都府道107号　杉阪地域の未改良区間

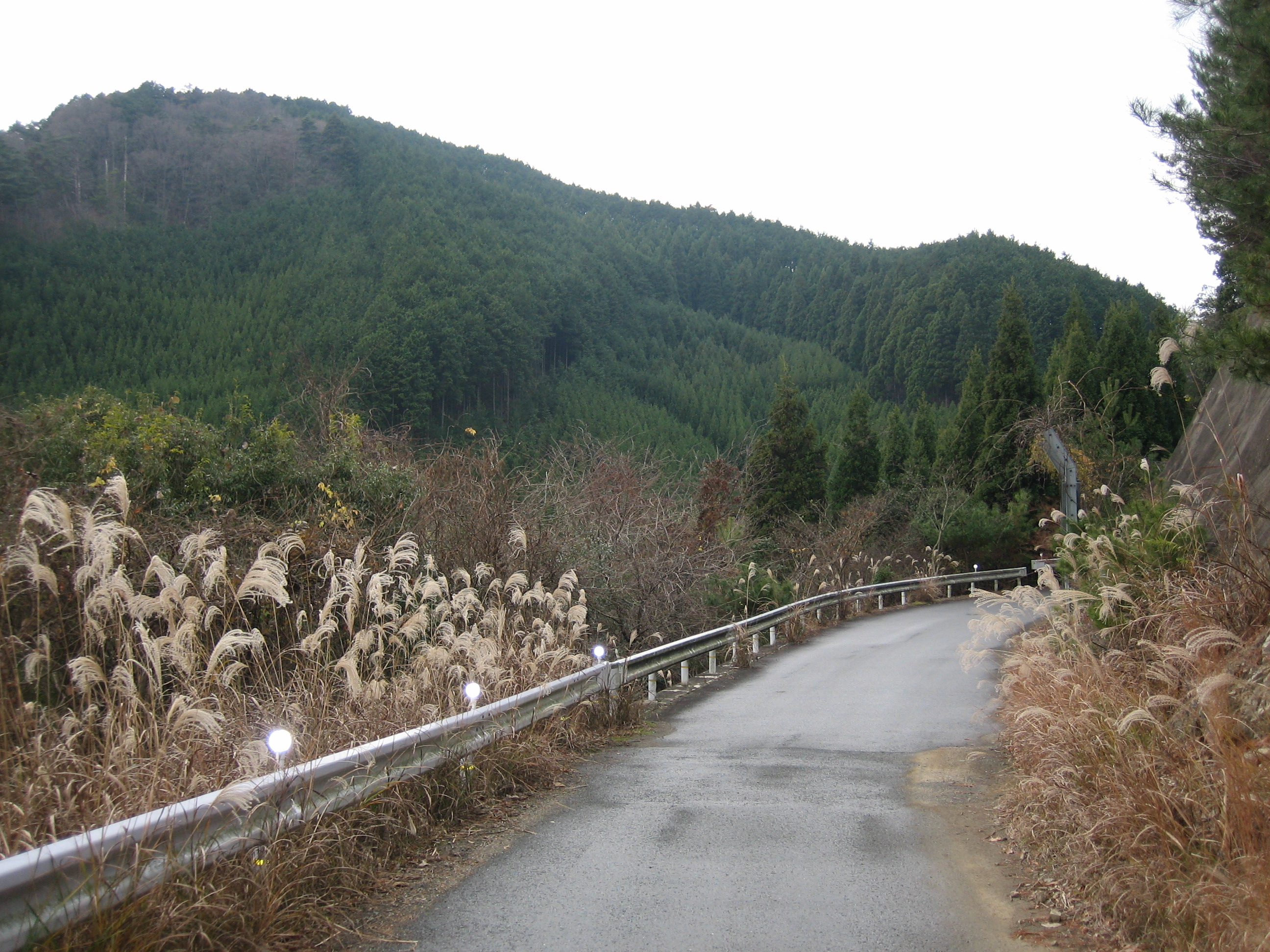
持越峠頂上付近

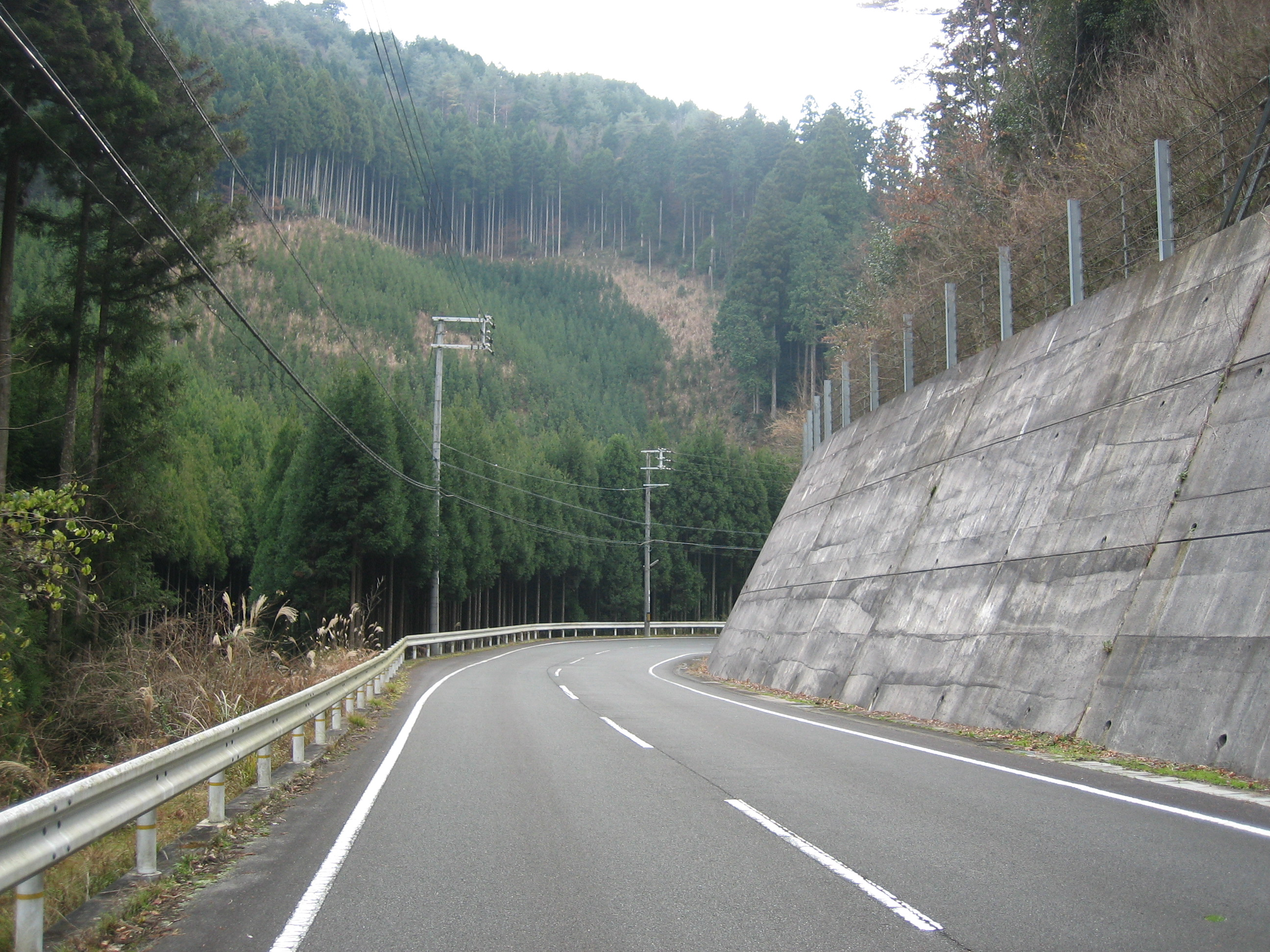
京都府道107号　真弓地域の改良区間

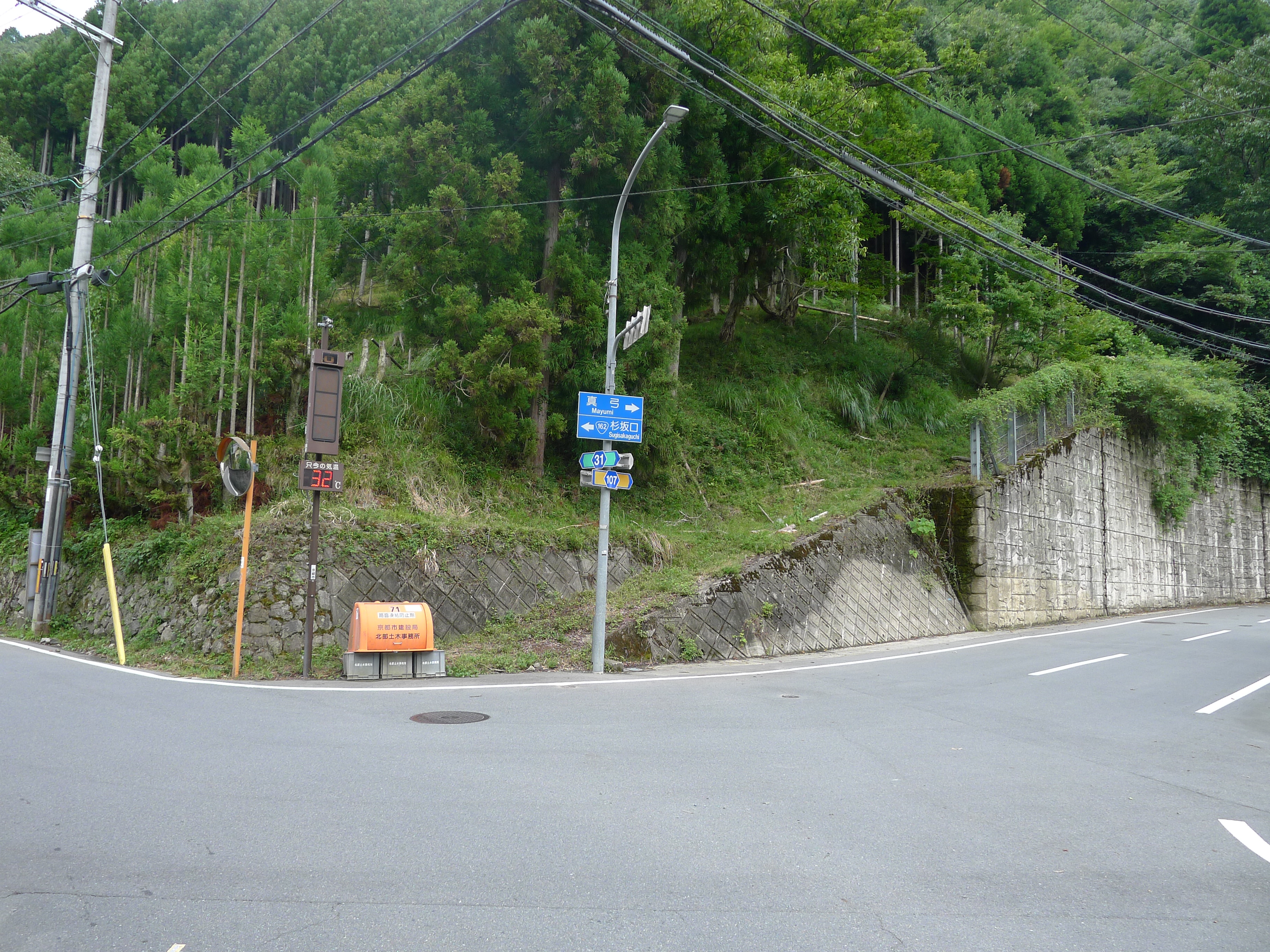
京都府道31号西陣杉坂線との合流点
京都市北区杉阪都町

### 通過する自治体
- 京都府
  - 京都市（北区）

### 交差する道路
| 交差する道路                                  | 交差する場所 | 交差する場所 |
| --------------------------------------------- | ------------ | ------------ |
| 京都府道61号京都京北線 重複区間起点           | 雲ケ畑中畑町 | 起点         |
| 京都府道61号京都京北線 重複区間終点           | 雲ケ畑出谷町 |              |
| 京都府道31号西陣杉坂線 重複区間起点           | 杉阪都町     |              |
| 国道162号 京都府道31号西陣杉坂線 重複区間終点 | 杉阪北尾     | 終点         |

### 沿線
- 清滝川

### 峠
- 持越峠（京都市北区）